# إريكا إيكوتا
إريكا إيكوتا (باليابانية: 生田絵梨花؛ بالكانا: いくた えりか) هي عازفة بيانو وممثلة يابانية، ولدت في 22 يناير 1997 في دوسلدورف في ألمانيا.

## الأعمال
- كوكو سمايل: آسو إي نو روك أند رول (أغسطس 2007)، كوكو هايدي (2009)، كلارا
- رينبو بريلود (مسرح تينوزو جينجا، 2 أكتوبر 2014 -5 أكتوبر 2015)، لويز
- برينسيس نايت (مسرح أكاساكا إيه سي تي، 12 نوفمبر 2015-17 نوفمبر 2015)، الأميرة سافير
- روميو وجولييت (مسرح أكاساكا إيه سي تي، 2017 2019)، جولييت
- البؤساء (المسرح الإمبراطوري) ،(2024-حتى الآن) Cosette (2019-2017)، Éponine (2021)، Fantine
- موتسارت (المسرح الإمبراطوري، 2018)، كونستانز
- ناتاشا وبيير والمذنب العظيم لعام 1812 (يناير 2019)، ناتاشا روستوفا
- امرأة جميلة - امرأة التقت بالله- (2019-2020)، كيجاري
- صافرة في الريح (مارس 2020)، ابتلاع
- كذبتك في أبريل (2020-2022)، كاوري ميازونو
- فتيات لئيمات (2023)، كادي هيرون
- غجرية (2023)، لويز

## وصلات خارجية
- الموقع الرسمي
- إريكا إيكوتا على موقع IMDb (الإنجليزية)
- إريكا إيكوتا على موقع ميوزك برينز (الإنجليزية)
- إريكا إيكوتا على موقع قاعدة بيانات الفيلم (الإنجليزية)
- إريكا إيكوتا على موقع كينوبويسك (الروسية)